# San Diego (Colombia)
San Diego è un comune della Colombia facente parte del dipartimento di Cesar.
Il centro abitato venne fondato da Diego de Nevado nel 1609.